# Ai Kangkung
Ai Kangkung is een bestuurslaag in het regentschap Sumbawa Barat van de provincie West-Nusa Tenggara, Indonesië. Ai Kangkung telt 1087 inwoners (volkstelling 2010).